# Schronisko pod Kazalnicą
Schronisko pod Kazalnicą, Jaskinia pod Kazalnicą, Jaskinia w Popówce – schronisko (jaskinia) we wsi Chrosna w województwie małopolskim, w powiecie krakowskim, w gminie Liszki. Znajduje się w skale Obchodnia na zachodnich (prawych) zboczach Doliny Brzoskwinki, na obszarze Garbu Tenczyńskiego w obrębie Wyżyny Krakowsko-Częstochowskiej.

## Opis schroniska
Jest to schronisko typu szczelinowego, powstałe na pęknięciu skały. Na północnej stronie ma wysokość do 8 m i jest u góry otwarte, później przechodzi w ciasny korytarz o długości 11 m, zakończony niedostępną szczeliną. Na południowej stronie skały korytarz w górnej części przechodzi w wąską rozpadlinę.
Schronisko powstało w wapieniach z okresu jury późnej. W ścianach występują liczne zagłębienia o miseczkowatym kształcie, mleko wapienne i suche grzybki. W pobliżu otworów w namulisku znajduje się próchnica i nawiane przez wiatr liście, głębiej namulisko jest gliniaste z domieszką ostrokrawędzistego rumoszu skalnego. Występuje silny przepływ powietrza, dzięki czemu schronisko jest suche. W pobliżu otworów ściany obrastają mchy i glony, w środku obserwowano motyle i pająki.

## Historia eksploracji i dokumentacji
Schronisko znane było od dawna, często też jest odwiedzane, o czym świadczą pozostawiane w nim śmieci. Po raz pierwszy wymienił je G. Ossowski w 1880 r. S. Czarnowski w 1911 r. zaznaczył je na mapie jako Jaskinie Popowskie. Opisał go Kazimierz Kowalski w 1951 r., dokumentację sporządzili A. Górny, P. Malina i M. Szelerewicz w 1999 r. Autorem planu jest M. Szelerewicz.
Było badane przez archeologów. Wyniki tych badań zebrała E. Rook w 1980 r.

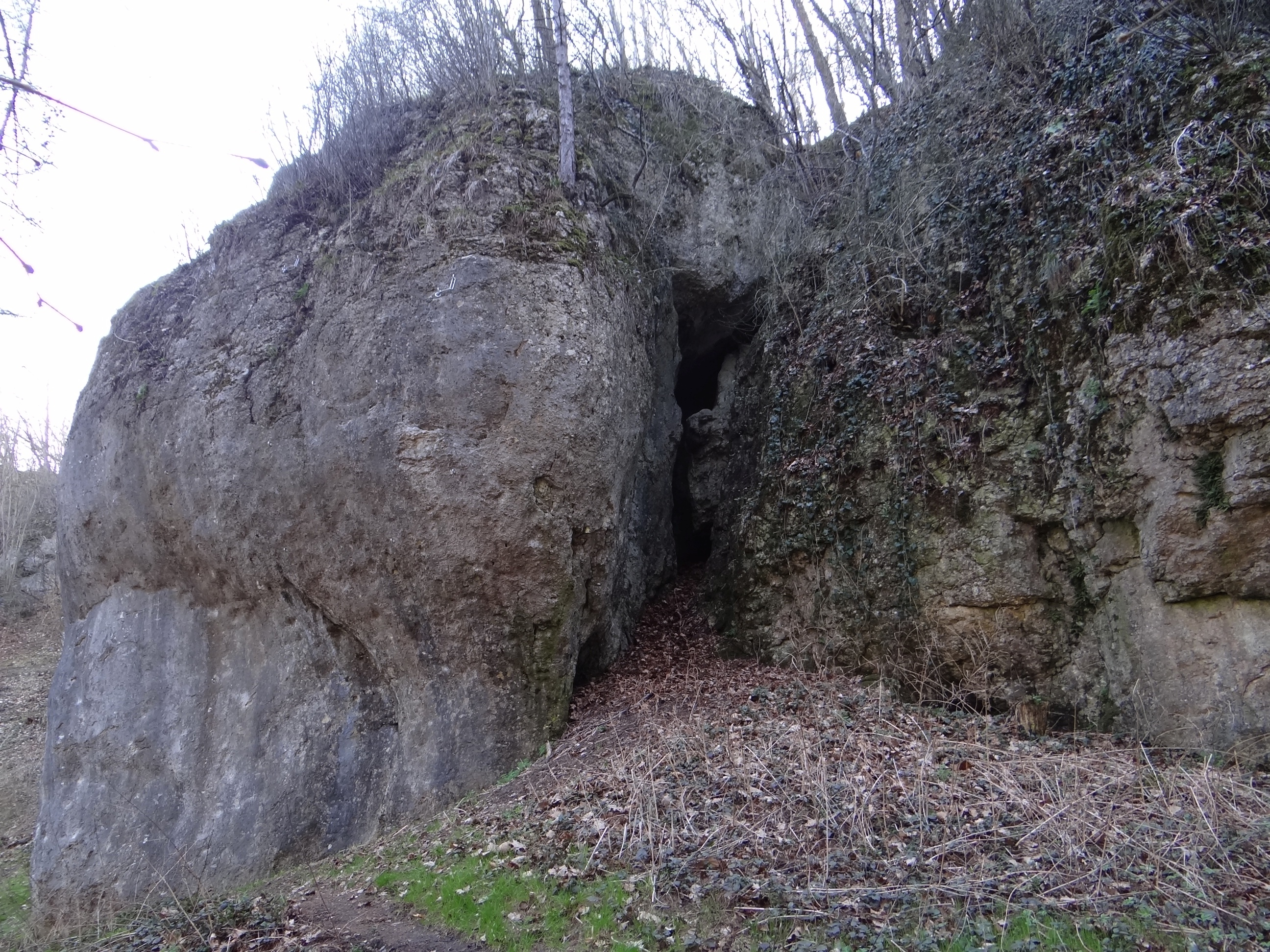
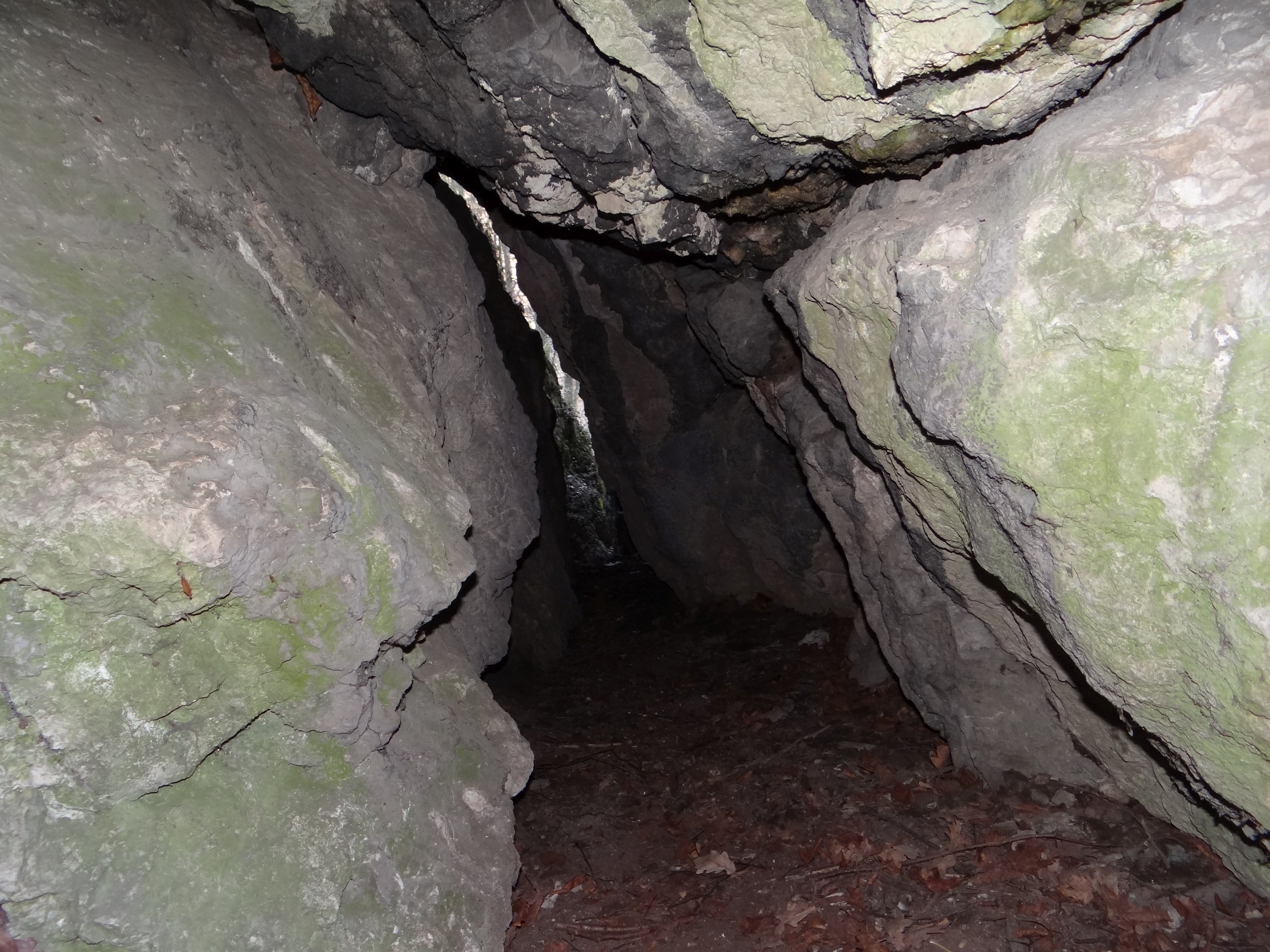
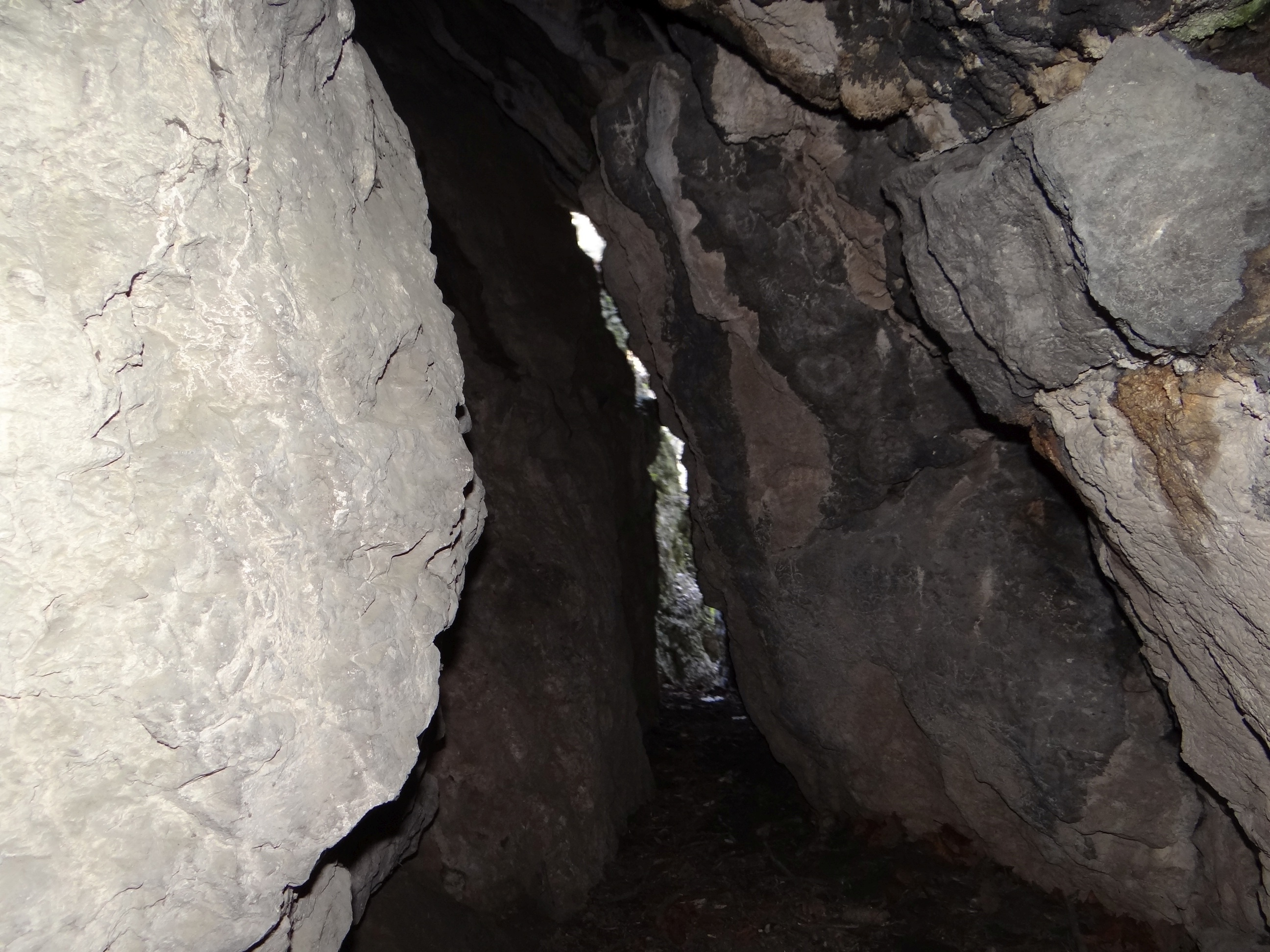
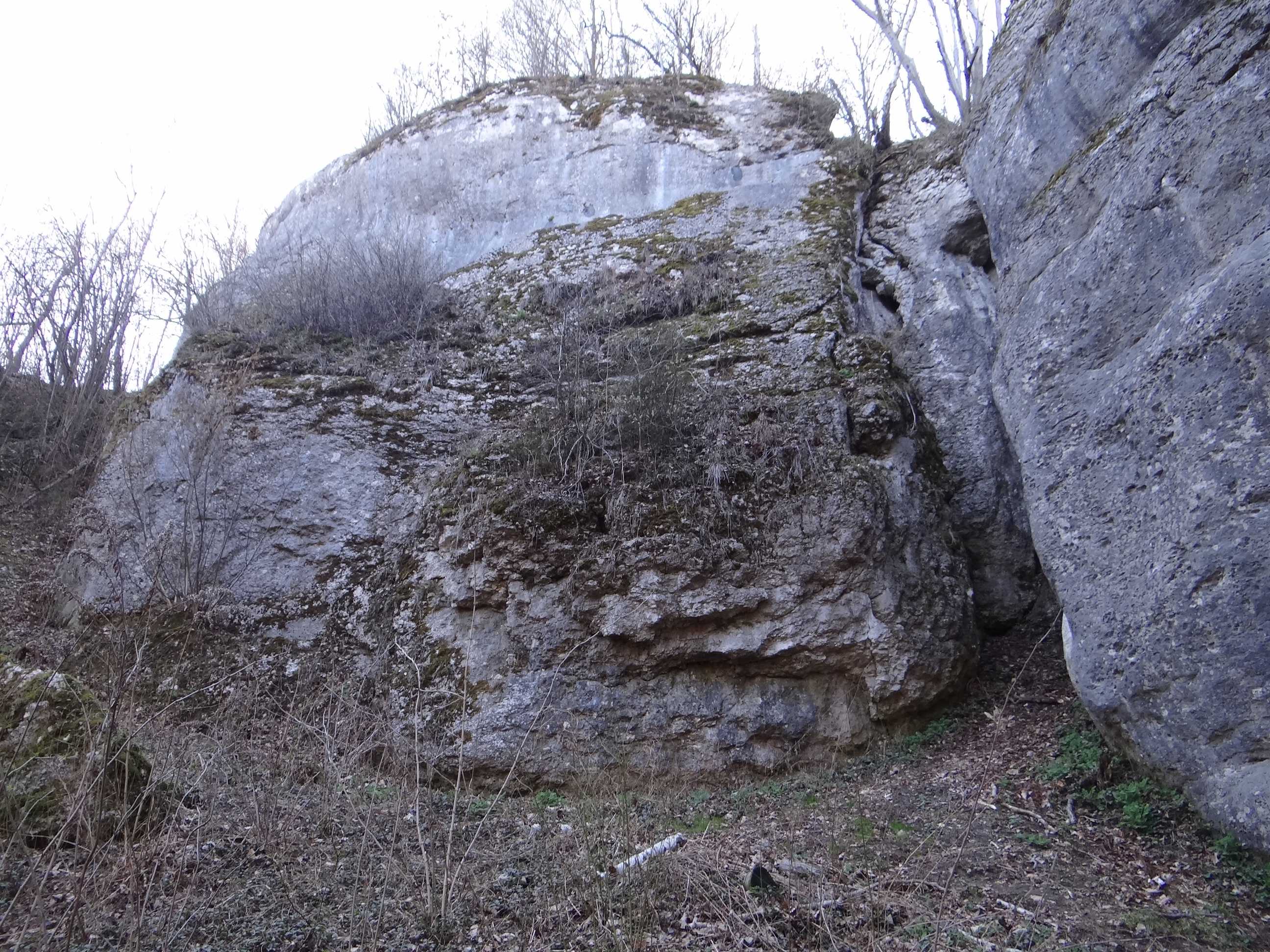

## Szlaki turystyczne
Tuż obok skały Mysiura prowadzą dwa szlaki turystyczne.
 Mników – Dolina Mnikowska – Wąwóz Półrzeczki – Dolina Brzoskwinki – Brzoskwinia – Las Zabierzowski – Zabierzów
 ścieżka dydaktyczna „Chrośnianeczka”: Chrosna – Dolina Brzoskwinki – Chrosna